# Würgeschlange

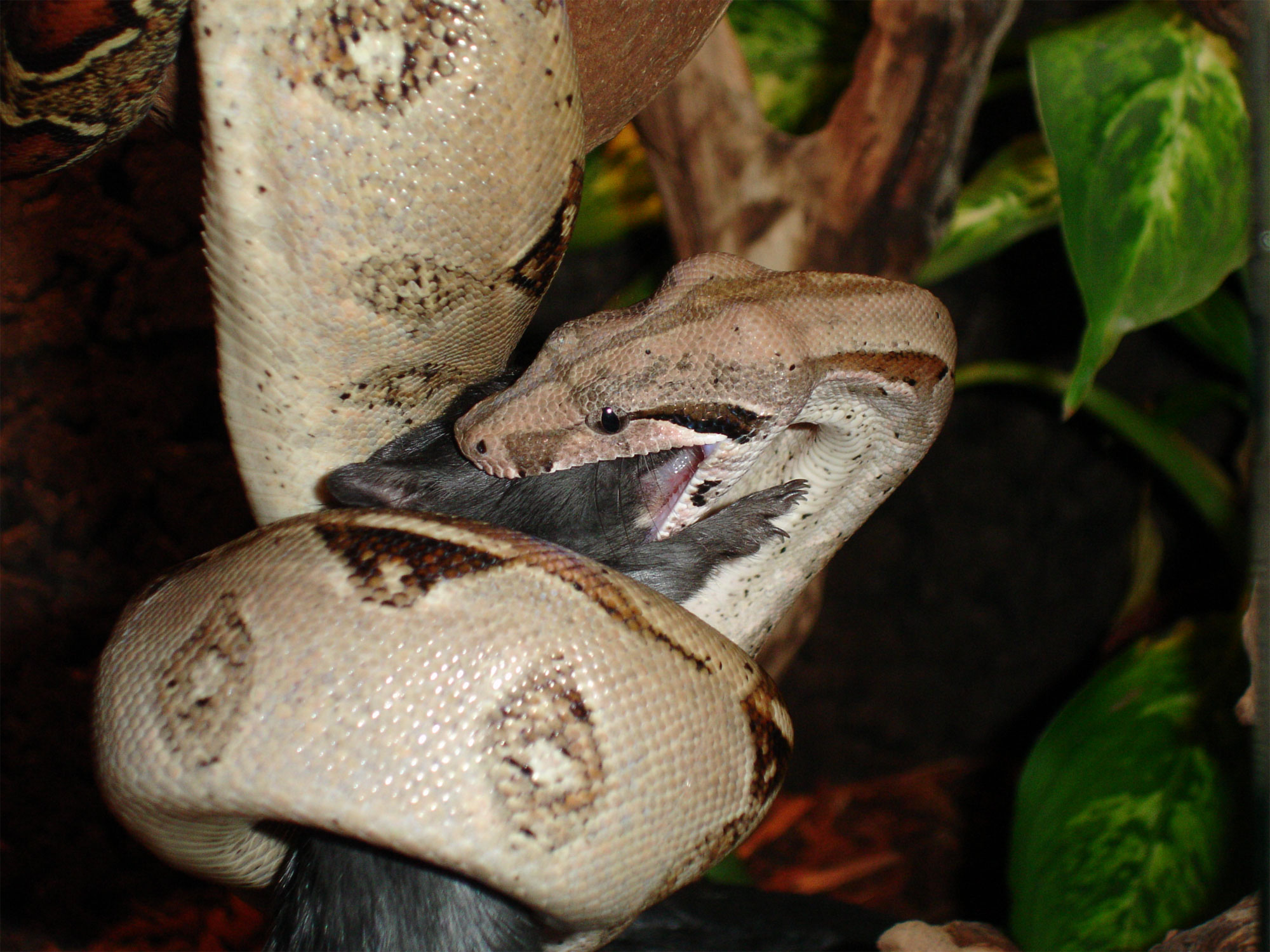
Boa constrictor mit Beute

Würgeschlange ist eine Bezeichnung für Schlangen, die ihre Beute durch Umschlingen mit ihrem Körper töten. Bekannt ist dies insbesondere bei den Boas und Pythons, aber auch viele Nattern töten ihre meist kleinen Beutetiere auf diese Weise.
Nachdem die Beute gebissen wurde, umschlingt die Schlange sie mit dem Körper. Bei jedem Atemzug der Beute drückt die Schlange fester zu und unterbindet so zunehmend den Rückfluss des venösen Blutes zum Herzen. Entgegen einem jahrzehntealten Mythos ersticken die Opfer nicht, sondern sie sterben an Herz-Kreislauf-Versagen. Anschließend wird die Beute im Ganzen verschlungen.